# 군산시·옥구군 (1981년 선거구)
군산시·옥구군은 대한민국의 옛 국회의원 선거구이다. 당시 전라북도 군산시, 옥구군 지역을 관할했다.

## 역사
제11대 국회의원 선거를 앞두고 군산시·옥구군·이리시·익산군 선거구에서 분리되면서 신설되었다.
제13대 국회의원 선거를 앞두고 군산시 선거구와 옥구군 선거구로 분리되면서 폐지되었다.

## 역대 국회의원
| 선거   | 정당 | 정당       | 1위 의원 | 정당 | 정당       | 2위 의원 |
| ------ | ---- | ---------- | -------- | ---- | ---------- | -------- |
| 1981년 |      | 민주정의당 | 고판남   |      | 무소속     | 김길준   |
| 1985년 |      | 민주정의당 | 고건     |      | 민주한국당 | 김봉욱   |

## 역대 선거 결과

### 대한민국 제11대 국회의원 선거
|  | 34.48% |

|  | 16.68% |

|  | 16.13% |

|  | 14.02% |

|  | 7.92% |

|  | 7.19% |

|  | 2.00% |

|  | 1.53% |

### 대한민국 제12대 국회의원 선거
|  | 49.71% |

|  | 29.77% |

|  | 20.50% |